# Sainte-Marie-Legugnon
Pour les articles homonymes, voir Legugnon (homonymie) et Sainte-Marie.
Ancienne commune des Pyrénées-Atlantiques, la commune de Sainte-Marie-Legugnon (prononcé [sɛ̃t maʁi leɡyɲɔ̃] ; aussi Sainte-Marie-Légugnon) a existé de 1841 à 1858. Elle est créée en 1841 par la fusion des communes de Legugnon et de Sainte-Marie. En 1858 elle fusionne avec la commune d'Oloron pour former la nouvelle commune d'Oloron-Sainte-Marie.

## Démographie
| 1841  | 1846  | 1851  |
| ----- | ----- | ----- |
| 3 774 | 3 969 | 3 711 |

## Pour approfondir